# 新普魯季夫卡
50°18′47″N 28°4′5″E / 50.31306°N 28.06806°E
新普魯季夫卡（烏克蘭語：Новопрутівка），是烏克蘭北部的村莊，隸屬日托米爾州的日托米爾區。該村始建於1620年，面積8.7平方公里，海拔高度241米，2001年人口20。